# 聖貝爾納多群島
聖貝爾納多群島是哥倫比亞的群島，位於卡塔赫納東南50公里的加勒比海，由10座島嶼組成，行政方面由蘇克雷省負責管轄，面積213.3平方公里，島上人口約1,300。